# Eukene Martínez de Lagos
Eukene Martínez de Lagos Fernández (Vitoria, 1965) es una historiadora del arte e investigadora española.

## Biografía
Se licenció en Geografía e Historia en la facultad de Filología y Geografía e Historia del campus de Álava de la Universidad del País Vasco (UPV-EHU) en el año 1988. Se doctoró en la misma universidad con la tesis Lo Profano en la iglesia gótica. La escultura como reflejo de la mentalidad y la vida cotidiana en la Navarra bajomedieval, publicada en 1997. 
Es directora del departamento de Historia del Arte de la Universidad del País Vasco y profesora en la facultad de Filología y Geografía e Historia del campus de Álava; imparte las asignaturas de Análisis de las Formas, Historia del Arte Medieval I y Últimas Tendencias Artísticas. Ha investigado especialmente la iconografía profana medieval sobre la que ha publicado en numerosas revistas como Ondare: cuadernos de artes plásticas y monumentales con "Un pintor para los primeros años del S.XX. La figura singular de Francisco Iturrino.", 2004 o "¿Una marginalia realizada en piedra? A propósito del dintel de Santa María de Olite", 1996; o para Sancho El Sabio "Un tema iconográfico procedente del arte oriental antiguo en la escultura medieval Alavesa: el águila con presa", 1997.

## Obra
- Literatura e iconografía en el arte gótico: los hombres salvajes y el Lai de Aristóteles en el Claustro de la Catedral de Pamplona[4][5]

- Ocio, diversión y espectáculo en la escultura gótica: las iglesias navarras como espejo de una realidad artística medieval[6]